# Infineon
Infineon Technologies AG is een Duits elektronicabedrijf dat in april 1999 werd afgesplitst van Siemens AG. Het maakt vooral halfgeleiders en telt wereldwijd ruim 56.000 werknemers.

## Geschiedenis
In 1999 werd Infineon Technologies AG afgesplitst van Siemens AG. In het volgende jaar kreeg het bedrijf een eigen beursnotering aan de effectenbeurzen van New York en Frankfurt. De beursintroductie was een groot succes, Siemens verkocht de aandelen voor € 35 per stuk, maar de eerste transactie op de beurs ging tegen een koers die tweemaal zo hoog lag. Het was destijds de op drie na grootste producent van DRAM's wereldwijd en de op een na grootste halfgeleiderfabrikant in Europa. Het telde 33.800 medewerkers en de producten waren vooral bestemd voor communicatie, dataopslag en automobielen. In het eerste gebroken boekjaar, dat liep tot 30 september 2001, behaalde het een omzet van € 5,7 miljard.
In 2004 kreeg het een boete van US$ 160 miljoen van het Amerikaanse ministerie van Justitie. Infineon gaf toe dat het, in samenspraak met andere leveranciers, de prijs van DRAM's te hoog had vastgesteld van juli 1999 tot juni 2001.
Op 1 mei 2006 werd het bedrijfsonderdeel voor computergeheugen verzelfstandigd onder de naam Qimonda. Infineon bleef aandeelhouder met een belang van 77,5%. Qimonda was bij de verzelfstandiging de vierde producent van DRAM ter wereld met een omzet van € 2,8 miljard in 2005. Het had zo'n 12.000 medewerkers die ook flashgeheugen produceerden. Begin 2009 ging Qimonda failliet. Na overleg met de curator nam Infineon in september 2014 alle patenten van Qimonda over voor een bedrag van € 125 miljoen.
Na een herstructurering in 2010 zijn er de volgende bedrijfsonderdelen:
- Automotive (ATV)
- Industriële stroomvoorziening (IPC)
- Energiebeheer en multimarkt (PMM)
- Digitale beveiliging (DSS)

In augustus 2014 deed het een overnamebod op Rectifier Corporation, een Amerikaanse producent van halfgeleiders, ter waarde van US$ 3 miljard. Na deze transactie kan Infineon klanten meer producten aanbieden en versterkt het bedrijf zijn positie in Azië en Noord-Amerika. Deze overname werd in januari 2015 succesvol afgesloten.
In 2019 maakte Infineon een overname bekend van Cypress Semiconductor, een Amerikaanse fabrikant van halfgeleiders, voor US$ 9,4 miljard. In 2019 realiseerde Cypress een omzet van US$ 2,2 miljard en telde bijna 6000 medewerkers. De overname werd in april 2020 afgerond en met de overname wordt het productaanbod van Infineon verbreed.
In augustus 2023 maakte TSMC bekend dat Infineon gaat deelnemen in de nieuwe fabriek in Dresden. De fabriek voor halfgeleiders vergt een investering van circa € 10 miljard. Ongeveer de helft van het benodigde geld komt uit fondsen van de Europese Unie en Duitsland. Infineon neemt een aandelenbelang van 10%. Bosch en NXP nemen ook allebei 10% voor hun rekening en TSMC houdt 70% van de aandelen. De fabriek gaat voornamelijk chips produceren voor de auto-industrie en de productie zal eind 2027 beginnen.

## Trivia
In 2004 won Labor auf dem Chip, een project van elektrische biochiptechnologie waar Infineon nauw bij betrokken was, de Duitse Toekomstprijs.
Adidas · Airbus · Allianz · BASF · Bayer · Beiersdorf · BMW · Brenntag · Commerzbank · Continental · Covestro · Daimler Truck · Deutsche Bank · Deutsche Börse · Deutsche Post · Deutsche Telekom · E.ON · Fresenius · Hannover Rück · HeidelbergCement · Henkel · Infineon · Mercedes-Benz · Merck · MTU Aero Engines · Münchener Rück · Porsche AG · Porsche SE · Qiagen · RWE · Rheinmetall · SAP · Sartorius · Siemens · Siemens Energy · Siemens Healthineers · Symrise · Volkswagen · Vonovia · Zalando